# Unione Cristiano-Sociale in Baviera
L'Unione Cristiano-Sociale in Baviera (CSU, in tedesco ) è un partito politico cristiano democratico tedesco.

## Storia
Opera esclusivamente in Baviera, mentre il partito fratello, la CDU, è presente invece negli altri stati federati della Germania (Länder). Le basi ideologiche della CSU vennero tracciate da Franz Josef Strauß, sebbene fosse troppo giovane per diventare leader del partito, che era l'erede del Partito Popolare Bavarese. La CSU è un partito conservatore.
La CSU ha governato in Baviera fin dalle origini, tanto da guadagnarsi l'appellattivo di «partito egemone»: sono stati esponenti della CSU tutti i Primi Ministri bavaresi dal 1957 ad oggi (e già dal 1946 al 1954); e la CSU ha avuto da sola la maggioranza assoluta nel Parlamento bavarese dalle elezioni del 1962 fino a prima di quelle del 2008. Dopo le elezioni del 2018, governa la Baviera in coalizione con i Liberi Elettori. Questo livello di dominio è unico nel panorama politico tedesco del dopoguerra. Nonostante l'apparente "separazione" dalla CDU presente nel resto della Germania, la CSU è rappresentata unitamente con la CDU nel Bundestag (il Parlamento federale tedesco).

## Presidenti della CSU dal 1945 ad oggi
1. Josef Müller 1945-1949
2. Hans Ehard 1949-1955
3. Hanns Seidel 1955-1961
4. Franz Josef Strauß 1961-1988
5. Theo Waigel 1988-1999
6. Edmund Stoiber 1999-2007
7. Erwin Huber 2007-2008
8. Horst Seehofer 2008-2019
9. Markus Söder 2019-presente